# Paragus goeldlini
Paragus goeldlini är en tvåvingeart som beskrevs av Thompson 1992. Paragus goeldlini ingår i släktet stäppblomflugor, och familjen blomflugor. Inga underarter finns listade i Catalogue of Life.